# عمرو بن سعيد البصري
عمرو بن سعيد أبو سعيد البصري القرشي تابعي، وراوي حديث نبوي من الثقات.

## روايته للحديث النبوي
- روى عن: أنس بن مالك، وحميد بن عبد الرحمن الحميري، ورفيع أبي العالية الرياحي، وسعيد بن جبير، وعامر الشعبي لقيه بواسط، ووراد كاتب المغيرة بن شعبة، وأبي زرعة بْن عَمْرو بْن جرير.
- روى عنه: أيوب السختياني، وجرير بن حازم والحباب بن المختار القطعي، وداود بن أبي هند، وسَعِيد الجريري، وعبد الله بن عون، ويونس بن عبيد.[1]
- الجرح والتعديل: وثّقه محمد بن سعد البغدادي، والنسائي، وقال يحيى بن معين: «شيخ بصري، مشهور»، ذكره ابن حبان في كتاب الثقات، روى لهِ الْبُخَارِيّ في الأدب المفرد، وروى لَهُ الباقون.[1]